# Шнейдерман Володимир Григорович
Володимир Григорович Шнейдерман (29 серпня 1943, Магнітогорськ) — радянський футболіст, який виступав на позиції півзахисника і нападника. Відомий за виступами в українських клубах класу «Б», другої групи класу «А», та другої ліги чемпіонату СРСР. Після закінчення виступів на футбольних полях — радянський та український футбольний тренер.

## Клубна кар'єра
Володимир Шнейдерман розпочав виступи в командах майстрів у 1961 в команді класу «Б» «Металург» з Дніпропетровська. У 1962 році футболіст став гравцем іншої команди класу «Б» «Дніпровець» із сусіднього Дніпродзержинська, в якій виступав до 1964 року, коли під час сезону перейшов до складу сімферопольської «Таврії». У 1965 році Шнейдерман грав у складі київського СКА. Після перерви у виступах у командах майстрів у 1969 році Володимир Шнейдерман грав у складі дніпродзержинського «Прометея», а в 1970 році грав у складі нікопольського «Трубника», після чого завершив виступи на футбольних полях.

## Після завершення кар'єри футболіста
Після завершення виступів на футбольних полях Володимир Шнейдерман став футбольним тренером. У 1977—1978 році він тренував аматорську команду «Прес» з Дніпропетровська. У 1999—2000 роках він тренував дніпродзержинську «Сталь» безпосередньо перед її дебютом у другій українській лізі. З 2017 року Володимир Шнейдерман проживає в Ізраїлі.

## Особисте життя
Братом Володимира Шнейдермана є Роман Шнейдерман, також футболіст, а також футбольний арбітр, який є рекордсменом дніпропетровського «Дніпра» за кількістю проведених матчів у першості СРСР.